# Liste des light novels de Gate: jieitai kanochi nite, kaku tatakaeri
Cet article est un complément de l'article Gate: jieitai kanochi nite, kaku tatakaeri. Il présente la liste des volumes des deux éditions de la série de light novels Gate: jieitai kanochi nite, kaku tatakaeri, ainsi qu'une distinction entre les tomes suivant la trame principale de l'histoire et ceux proposant des histoires secondaires.

## Volumes reliés

### Première édition

#### Tomes principaux
| no | Japonais         | Japonais          |
| no | Date de sortie   | ISBN              |
| -- | ---------------- | ----------------- |
| 1  | 12 avril 2010    | 978-4-434-14235-2 |
| 2  | 8 août 2010      | 978-4-434-14763-0 |
| 3  | 24 décembre 2010 | 978-4-434-15254-2 |
| 4  | 30 juin 2011     | 978-4-434-15720-2 |
| 5  | 5 janvier 2012   | 978-4-434-16238-1 |

#### Tomes secondaires
| no | Japonais         | Japonais          |
| no | Date de sortie   | ISBN              |
| -- | ---------------- | ----------------- |
| 1  | 10 octobre 2012  | 978-4-434-17129-1 |
| 2  | 8 août 2013      | 978-4-434-18173-3 |
| 3  | 30 avril 2014    | 978-4-434-19120-6 |
| 4  | 30 décembre 2014 | 978-4-434-20085-4 |
| 5  | 3 juillet 2015   | 978-4-434-20742-6 |

### Deuxième édition

#### Tomes principaux
| no | Japonais           | Japonais                      |
| no | Date de sortie     | ISBN                          |
| -- | ------------------ | ----------------------------- |
| 1  | 6 janvier 2013,    | 978-4434174742 978-4434174759 |
| 2  | 2 avril 2013,      | 978-4434177026                |
| 3  | 3 juillet 2013,    | 978-4434179372 978-4434179389 |
| 4  | 26 septembre 2013, | 978-4434182396 978-4434182402 |
| 5  | 27 décembre 2013,  | 978-4434185755 978-4434185762 |